# Tteokbokki
Tteokbokki is een populaire, hete Koreaanse snack met als hoofdingrediënten tteok en gochujang. De prijs van een portie tteokbokki is laag, wat natuurlijk bijdraagt aan de populariteit van deze snack.

## Geschiedenis
Oorspronkelijk werd het gerecht tteok jjim (떡찜) genoemd en bestond uit geroosterde tteok (rijstcake), vlees, eieren en toegevoegde kruiden. Deze tteok jjim was een vroege voorloper van het huidige tteok bokki en stond op het menu van de Koreaanse hofkeuken en werd beschouwd als een schoolvoorbeeld van haute cuisine.
De wijk Shinsadong in Seoel is de eerste plek waar tteokbokki verkocht werd, en staat hier ook tegenwoordig nog bekend om.

## Moderne tteokbokki
Na de Koreaanse Oorlog werd een nieuw type tteokbokki al snel populair. Door de toevoeging van gochujang werd de smaak aanzienlijk scherper. Dit viel dermate goed in de smaak dat de nieuwe versie al snel de oude versie verdrong. In de loop der jaren ontstonden verschillende variaties door het toevoegen van extra ingrediënten zoals, mandu, eomuk, gekookt ei, ramyeon en zelfs kaas.
Kleine, goedkope porties tteokbokki worden verkocht in papieren bekertjes, de tteok wordt dan met een tandenstoker gegeten. Deze porties zijn vooral populair onder scholieren.